# Dan Lumley
Dan Lumley (...) è un musicista e batterista statunitense che, durante la propria carriera, ha suonato in innumerevoli band quali Rattail Grenadier, Squirtgun, The Riverdales, The Methadones, Even in Blackouts, The Mopes, Common Rider e Screeching Weasel.
Per un breve periodo, è stato anche membro dei Rise Against. Oltre a suonare, ha lavorato nello staff dello studio di registrazione Sonic Iguana di Lafayette, Indiana.
Nel 2003, ha annunciato che si sarebbe preso una lunga pausa (probabilmente permanente) dal mondo della musica, tuttavia tornò a calcare le scene a novembre del 2005, suonando la batteria per gli Squirtgun ad un concerto di beneficenza. Da allora, suona come batterista di studio per i Torture The Artist e nelle pubblicazioni della band canadese The Riptides.

## Discografia
- Rattail Grenadier - Rattail Grenadier (1988)
- Too Much Of A Good Thing - Rattail Grenadier (1991)
- Squirtgun - Squirtgun (1995)
- Another Sunny Afternoon - Squirtgun (1997)
- Major Label Debut - Screeching Weasel (1997)
- Television City Dream - Screeching Weasel (1998)
- Emo - Screeching Weasel (1999)
- Last Wave Rockers - Common Rider (1999)
- Teen Punks In Heat - Screeching Weasel (2000)
- Ill at Ease - The Methadones (2001)
- This is Unity Music - Common Rider (2002)
- Myths and Imaginary Magicians - Even In Blackouts (2002)
- Fade To Bright - Squirtgun (2003)
- Phase Three - The Riverdales (2003)
- Broadcast 02.09.08 - Squirtgun (2008)
- Mental Therapy - The Riptides (2008)
- Torture the Artist - Torture the Artist (2009)
- Tales from Planet Earth - The Riptides (2009)